# نیروهای هوایی اقیانوس آرام
نیروهای هوایی اقیانوس آرام یا پکف (انگلیسی: Pacific Air Forces) (PACAF) از فرماندهی‌های عمدهٔ نیروی هوایی ایالات متحده آمریکا و نیز فرماندهی مؤلفه هوایی فرماندهی اقیانوس آرام ایالات متحده (USPACOM). مقر پکف در پایگاه شکاری هاربر-هیکام،  هاوایی است و یکی از دو فرماندهی عمدهٔ نیروی هوایی آمریکاست که به خارج از آمریکای قاره‌ای اختصاص یافته، دیگری نیروهای هوایی ایالات متحده در اروپا-نیروهای هوایی آفریقا است. در ۶۵ سال گذشته پکف در جریان جنگ‌های کره و ویتنام و عملیات طوفان صحرا، دیده بان جنوب، دیده بان شمال، آزادی بلندمدت و آزادی عراق درگیر رزم بوده است.
مأموریت نیروهای هوایی اقیانوس آرام فراهم آوری قدرت هوافضای آماده برای ارتقای منافع آمریکا در منطقه آسیا-اقیانوس آرام در طول زمان صلح، در حین بحران و در جنگ است.